# 黑心傷品
《黑心傷品》是台灣歌手黃鴻升的第二張專輯，是他自2009年《Love Hero 愛&英雄》後的第二張個人專輯，發行後獲得G-Music風雲榜的「華語榜」和「綜合榜」雙料冠軍，以及中廣音樂網（i radio）当週点播榜人气冠军，蝉联G-Music風雲榜两週冠军。專輯在2011年11月17日開始預購，並於12月23日推出。第一主打歌《六十億分之一》在11月23日於Hito radio派台。
2012年2月3日，滾動娛樂宣布在2月10日為《黑心傷品》推出國民版改版，加收北京鳥巢冬季奧運冰雪季形象主題曲《第五季》。後來在3月14日，滾動娛樂再宣布在3月30日為《黑心傷品》推出CD+DVD慶功輯，加收《澀谷》、《平行時空》和《黑心》的音樂錄影帶。

## 曲目
1. 漩渦
  - 作曲：溫尚翊，作詞：黃鴻升，編曲：李賢璞、溫尚翊
  - 原本預定的第五主打歌[8]，最後沒有派台。
2. 澀谷
  - 作曲：陳信宏，作詞：黃鴻升、陳沒，編曲：Wave G
  - 第二主打歌，黑心三部曲之一，在12月19日派台。[9]
3. 平行時空
  - 作曲：饒善強，作詞：黃鴻升，編曲：楊聲錚，MV女主角:李函
  - 第三主打歌，黑心三部曲之二，在12月19日於Hito radio首播[9]。
4. 痴漢
  - 作曲：陳信安，作詞：陳信安、小色，編曲：陳信安
5. 誰比我還懂你
  - 作曲：曹開挽，作詞：姚若龍，編曲：楊聲錚
6. 黑心
  - 作曲：曲世聰，作詞：黃鴻升、陳沒，編曲：謎團
  - 第四主打歌，黑心三部曲之三，在12月19日於Hito radio首播[9]。
7. 六十億分之一
  - 作曲：九州男，作詞：黃婷，編曲：楊聲錚
  - 第一主打歌，用了一年時間爭取改編授權[8]，以世界人口超越七十億的國際話題作藍本填詞，字數約有八百字。[8]，最初錄製時為《六十億分之一》，世界人口超越七十億後修訂並重新灌製成《七十億分之一》，後考慮到原作者意願，在國民版（異趣鴻升版）打後改回用《六十億分之一》版本。
8. 謝謝你讓我等於你
  - 作曲：Fun4，作詞：Fun4，編曲：楊聲錚
  - 第五主打歌。
  - 新加坡電影《一泡而紅》主題曲。
9. 前後左右
  - 作曲：張健偉，作詞：張健偉，編曲：廖偉傑
10. 不敢太幸福
  - 作曲：Fun4，作詞：葛大為，編曲：謎團
11. 第五季（限國民版收錄）
  - 作曲：Fun4，作詞：Fun4，編曲：楊聲錚
  - 由《金剛變形》一曲改編而成。

## 唱片版本
- 預購精裝 澀谷黑心版，附送海報及神秘禮品[4]
- 3D現身我懂你版，附送年曆[10]
- 3D現身我等於你版，附送年曆[10]
- 國民版（異趣鴻升版），限量附送生日卡或屬名卡
- CD+DVD慶功輯
- 實境影像MV（DVD），收錄本專輯除了《第五季》外的音樂錄影帶。[11]

## 音樂錄影帶
除了《第五季》外，所有歌曲都有音樂錄影帶。
| 歌名             | 執導   | 首播日期       | 附註                                                 |
| ---------------- | ------ | -------------- | ---------------------------------------------------- |
| 七十億分之一     | 陳映之 | 2011年12月20日 | 已刪除                                               |
| 六十億分之一     | 陳映之 | 2012年1月11日  |                                                      |
| 澀谷             | 比爾賈 | 2011年12月29日 | 將台北街頭虛擬為東京澀谷                             |
| 平行時空         | 比爾賈 | 2012年1月13日  |                                                      |
| 黑心             | 陳映之 | 2012年1月13日  |                                                      |
| 漩渦             | 比爾賈 | 2012年5月4日   |                                                      |
| 痴漢             | 詹維峰 | 2012年5月4日   | 於專輯資料頁中本未預算拍攝這音樂錄影帶，但後來拍攝了 |
| 誰比我還懂你     | 陳映之 | 2012年5月4日   |                                                      |
| 謝謝你讓我等於你 | 詹維峰 | 2012年5月4日   |                                                      |
| 前後左右         | 詹維峰 | 2012年5月4日   |                                                      |
| 不敢太幸福       | 詹維峰 | 2012年5月4日   |                                                      |

## 榜單

### 2012hit FM年度百首單曲
| 歌曲         | 排名 |
| ------------ | ---- |
| 六十億分之一 | 86   |

## 派台歌成績
| 年份 | 歌曲         | 幽浮 | Hito | MTV | Channel V |
| 2011 | 六十億分之一 | 7    | 4    | -   | 4         |
|      | 澀谷         | 14   | 6    | -   | 3         |
| 2012 | 黑心         | 3    | 4    | -   | 4         |
|      | 平行時空     | -    | 3    | -   | -         |

| 年份 | 歌曲       | 903 | TVB | 997         | RTHK |
| 2012 | 澀谷       | -   | -   | 2（國語力） | -    |
|      | 不敢太幸福 | -   | -   | 2（國語力） | -    |

| 年份 | 歌曲             | YES933 | Radio1003 |
| 2011 | 謝謝你讓我等於你 | 8      | -         |
|      | 七十億分之一     | 14     | 2         |
| 2012 | 黑心             | 3      | 1         |
|      | 前後左右         | 6      | -         |

| 年份 | 歌曲         | 988 |
| 2011 | 七十億分之一 | 5   |
| 2012 | 平行時空     | 12  |
|      | 黑心         | 10  |